# América Móvil
América Móvil est une entreprise mexicaine de télécommunications. Elle est présente dans tout le continent américain et en Europe. América Móvil est cotée dans l'indice IPC de la Bourse du Mexique.

## Histoire
Après l'acquisition de Telmex en 1990 pour $1,7 milliard, Carlos Slim scissionne l'offre mobile en 2000 en créant América Móvil,.
En mars 2004, Telmex rachète le fournisseur de télécommunications brésilien Embratel pour $360 millions.
En mars 2009, América Móvil quitte le Venezuela.
En 2010, América Móvil rachète 60 % de Telmex pour $23 milliards de dollars, afin de consolider les activités des deux entités, pour finalement acquérir 100 % de Telmex l'année suivante. La même année, le groupe rentre dans le top 3 mondial des fournisseurs de télécommunications aux côtés de China Mobile et Vodafone.
En juin 2012, le groupe met la main sur 24 % du capital du néerlandais KPN afin de mettre un pied dans le marché européen. Aussi en 2012, le groupe prend des participations dans deux clubs de football en Mexique : Pachuca soccer club et Leon club.
En octobre 2014, América Móvil ouvre un nouveau câble sous-marin de fibre optique de 480 000 kilomètres, le AMX1, un investissement de $40 milliards pour relier les États-Unis, certains pays des Caraïbes, et le Brésil.
En juin 2012, America Movil prend une participation de 21 % dans Telekom Austria, faisant passer sa participation totale à 23 % dans cette dernière pour un montant non dévoilée. En juillet 2014, America Movil prend une autre participation de 23,5 % dans Telekom Austria, faisant passer sa participation totale à 50,8 %. En juillet 2016, América Móvil après avoir fait monté sa participation à 59,7 %, annonce la vente d'une participation de 7,8 %, pour n'avoir plus qu'une participation de 51,89 %.
Depuis avril 2015, le groupe a scindé ses activités mexicaines pour se conformer avec les nouvelles lois anti-monopolistiques du pays de 2013.
En juillet 2015, América Móvil lance en orbite son 8e satellite (Star One C4) depuis le Centre spatial de Kourou en Guyane, pour couvrir une zone qui s'étend des États-Unis à Terre de Feu en Argentine.
En janvier 2019, America Movil annonce l'acquisition des activités au Guatemala et au Salvador de Telefonica pour respectivement 333 et 315 millions de dollars. 
En septembre 2020, Verizon annonce l'acquisition de Tracfone, filiale américaine de carte en pré-paiement d'America Movil pour 6;25 milliards de dollars. Cependant, l'accord pour Telefonica Moviles et Telefonica Multiservicios au Salvador, sous la marque Movistar, a été annulé d'un commun accord avec Telefonica en 2020 en raison des conditions imposées par la surveillance de la concurrence au Salvador. 

## Activité
En 2016, le groupe se présente comme étant établi dans 18 pays du continent américain, 7 pays en Europe, et qu'il dessert 289 millions de clients mobile, 34 millions de lignes fixes et 22,5 millions d'accès au câble. Il est présent aux États-Unis avec sa filiale Tracfone, et en Europe avec sa filiale Telekom Austria.
Liste des pays, marques et participations (2014) :
- Argentine : Claro (100 %), Telmex (99,7 %)
- Brésil : Claro (94,9 %)
- Chili : Claro (100 %), Telmex (100 %)
- Colombie : Comcel (99,4 %), Telmex (99,3 %)
- Costa Rica : Claro (10 %)
- République dominicaine : Claro (100 %)
- Équateur : Claro (100 %), Telmex (98,4 %)
- El Salvador : Claro (95,8 %)
- Guatemala : Claro (99,3 %)
- Honduras : Claro (100 %)
- Mexique : Telcel (100 %), Telmex (98,7 %), Sección Amarilla (98,4 %), Telvista (89,4 %)
- Nicaragua : Claro (99,6 %)
- Panama : Claro (100 %, depuis 2009[23])
- Paraguay : Claro (100 %)
- Pérou : Claro (100 %)
- Puerto Rico : Claro (100 %)
- Uruguay : Claro (100 %)
- États-Unis : Tracfone (98,2 %)
- Pays-Bas : KPN (21,4 %)
- Autriche : TKA (59,7 %)